# Трусово (городской округ Истра)

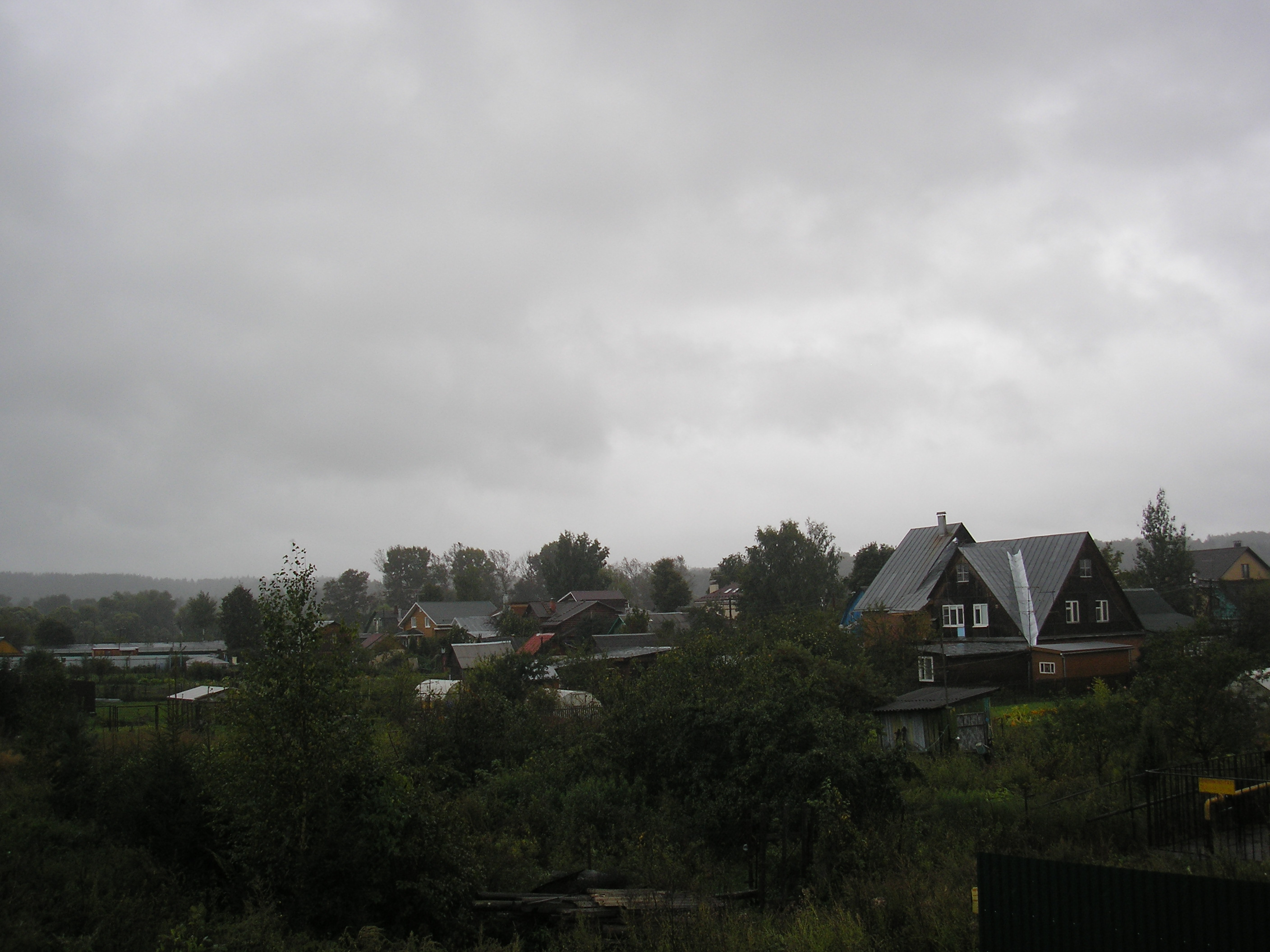

Трусово — деревня Истринского района Московской области в составе городского поселения Истра. Население — 110 чел. (2010), в деревне зарегистрирован микрорайон Песочный, с Истрой деревня связана автобусным сообщением.
Расположена на левом берегу реки Истры, практически, примыкает с юга к городу Истры, там же ближайшая железнодорожная станция, высота центра деревни над уровнем моря — 145 м. Соседние населённые пункты: на другом берегу реки, на юге — Вельяминово, восточнее — Качаброво, на юго-востоке граничит с Качаброво.
В XVI—XVIII веках деревня относилась к Сурожскому стану Московского уезда, в конце XVIII века вошла в Воскресенский, затем в Рузский уезд. В начале XIX века Трусово включили в Звенигородский уезд Московской губернии, в котором состояло до 1921 года, входя в Лучинскую волость Звенигородского уезда. С 14 января 1921 года, постановлением президиума Моссовета, было включен в состав Воскресенского уезда. В конце 1950 — начале 1960-х годов деревня несколько раз меняла подчиненность. Ранее входило в Лучинский сельский округ, с 2005 года — в составе городского поселения.

## Население
| 2002 | 2006 | 2010 |
| ---- | ---- | ---- |
| 121  | ↘104 | ↗110 |